# Blumeodendron concolor
Blumeodendron concolor är en törelväxtart som beskrevs av Andrew Thomas Gage. Blumeodendron concolor ingår i släktet Blumeodendron och familjen törelväxter. Inga underarter finns listade i Catalogue of Life.